# Цзоучэн
Цзоучэ́н (кит. упр. 邹城, пиньинь Zōuchéng, буквально: «город Цзоу») — городской уезд городского округа Цзинин провинции Шаньдун (КНР).

## История
В эпоху Шан эти места входили в состав удела Янь (奄国). После того, как Шан было свергнуто Чжоу, в этих местах образовалось царство Чжу (邾国), название которого в эпоху Воюющих Царств сменилось с «Чжу» на «Цзоу» (в те времена соответствующие иероглифы имели одинаковое чтение). Впоследствии оно было завоёвано царством Чу.
Когда царство Цинь завоевало все остальные царства и впервые в истории Китая создало единую централизованную империю, то в этих местах в 221 году до н. э. был создан уезд Цзоусянь (邹县).
В 1950 году в составе провинции Шаньдун был образован Специальный район Тэнсянь (滕县专区), и уезд Цзоусянь вошёл в его состав. В 1952 году была расформирована провинция Пинъюань, и входивший в её состав Специальный район Хуси (湖西专区) был передан в состав провинции Шаньдун. В июле 1953 года Специальный район Хуси был расформирован; 4 его уезда были переданы в состав Специального района Хэцзэ, а оставшиеся были объединены со Специальным районом Тэнсянь в Специальный район Цзинин (济宁专区). В 1967 году Специальный район Цзинин был переименован в Округ Цзинин (济宁地区).
30 августа 1983 года постановлением Госсовета КНР округ Цзинин был преобразован в городской округ Цзинин.
В октябре 1992 года уезд Цзоусянь был преобразован в городской уезд Цзоучэн.

## Административное деление
Городской уезд делится на 3 уличных комитета и 13 посёлков.

## Экономика
В Цзоучэне базируются угольная компания Yankuang Energy Group, машиностроительная компания Yankuang Donghua Heavy Industry, производитель алюминиевых профилей Yankuang Light Alloy.